# 사영 극한
수학에서, 사영 극한(射影極限, 영어: projective limit) 또는 역극한(逆極限, 영어: inverse limit)은 하향 원순서 집합을 지표 범주로 하는 범주론적 극한이다. (지표 범주는 흔히 상향 원순서 집합의 반대 범주로 나타낸다.) 기호는 {\displaystyle \varprojlim } 또는 {\displaystyle \projlim }. 모든 대수 구조 다양체는 사영 극한을 가지며, 위상 공간의 범주와 균등 공간의 범주에서도 사영 극한이 존재한다.

## 정의
범주 {\displaystyle {\mathcal {C}}} 속의 여과 체계(영어: filtered system) {\displaystyle ((X_{i})_{i\in I},(f_{ij})_{i\lesssim j})}는 다음과 같은 데이터로 구성된다.
- 상향 원순서 집합 {\displaystyle (I,\lesssim )}
- 임의의 {\displaystyle i\in I}에 대하여, 대상 {\displaystyle X_{i}\in \operatorname {ob} ({\mathcal {C}})}
- 임의의 {\displaystyle i\lesssim j}에 대하여, 사상 {\displaystyle f_{ij}\colon X_{j}\to X_{i}}

이 데이터는 다음 조건을 만족시켜야 한다.
- 함자 {\displaystyle I^{\operatorname {op} }\to {\mathcal {C}}}를 이룬다. 즉, 다음 두 조건이 성립한다.
  - 임의의 {\displaystyle i\in I}에 대하여, {\displaystyle f_{ii}=\operatorname {id} _{X_{i}}}
  - 임의의 {\displaystyle i\lesssim j\lesssim k}에 대하여, {\displaystyle f_{ik}=f_{ij}\circ f_{jk}}

범주 {\displaystyle {\mathcal {C}}} 속의 여과 체계 {\displaystyle ((X_{i})_{i\in I},(f_{ij})_{i\lesssim j})}의 사영 극한 {\displaystyle (X,(\pi _{i}\colon X\to X_{i})_{i\in I})}은 이 여과 체계의 극한이다. 구체적으로, 이는 다음 데이터로 구성된다.
- 대상 {\displaystyle X\in \operatorname {ob} ({\mathcal {C}})}
- 임의의 {\displaystyle i\in I}에 대하여, 사상 {\displaystyle \pi _{i}\colon X\to X_{i}}

이는 다음 보편 성질을 만족시켜야 한다.
- 임의의 {\displaystyle i\lesssim j}에 대하여, {\displaystyle \pi _{i}=f_{ij}\circ \pi _{j}}
- 만약 {\displaystyle Y\in \operatorname {op} ({\mathcal {C}})}와 {\displaystyle (\psi _{i}\colon Y\to X_{i})_{i\in I}}가 임의의 {\displaystyle i\lesssim j}에 대하여 {\displaystyle \psi _{i}=f_{ij}\circ \psi _{j}}를 만족한다면, 다음 조건을 만족시키는 유일한 사상 {\displaystyle u\colon Y\to X}가 존재한다.
  - 임의의 {\displaystyle i\in I}에 대하여, {\displaystyle \psi _{i}=\pi _{i}\circ u}

보통 {\displaystyle X=\varprojlim X_{i}}로 쓴다.

## 예
사영 극한을 갖는 범주의 예는 다음과 같다.

### 대수 구조 다양체
임의의 대수 구조 다양체 {\displaystyle {\mathcal {V}}}에서, 대수 구조와 준동형들의 여과 체계 {\displaystyle ((A_{i})_{i\in (I,\lesssim )},(\phi _{ij}\colon A_{j}\to A_{i})_{i\lesssim j})}의 사영 극한은 직접곱의 부분 대수
{\displaystyle \varprojlim A_{i}=\left\{a\in \prod _{i\in I}A_{i}\colon a_{i}=\phi _{ij}(a_{j})\qquad (i\lesssim j)\right\}}
및 사영 함수
{\displaystyle \varprojlim A_{i}\to A_{i}\qquad (i\in I)}
들로 주어진다.

### 위상 공간
위상 공간과 연속 함수의 범주 {\displaystyle \operatorname {Top} }에서, 여과 체계 {\displaystyle ((X_{i})_{i\in (I,\lesssim )},(f_{ij})_{i\lesssim j})}의 사영 극한은 집합의 대수 구조 다양체에서의 사영 극한 위에 곱위상의 부분공간 위상을 부여한 것이다.
만약 모든 {\displaystyle X_{i}}가 하우스도르프 공간이라면, 사영 극한은 곱공간의 닫힌집합이다. 특히, 만약 모든 {\displaystyle X_{i}}가 콤팩트 하우스도르프 공간이라면, 사영 극한 역시 콤팩트 하우스도르프 공간이며, 사영 극한이 공집합일 필요충분조건은 어떤 {\displaystyle X_{i}}가 공집합인 것이다.

### 균등 공간
마찬가지로, 균등 공간과 균등 연속 함수들의 범주 {\displaystyle \operatorname {Unif} } 속 여과 체계 {\displaystyle ((X_{i})_{i\in (I,\lesssim )},(f_{ij})_{i\lesssim j})}의 사영 극한은 집합의 대수 구조 다양체에서의 사영 극한 위에 곱 균등 구조의 부분공간 균등 구조를 부여한 것이다.
만약 모든 {\displaystyle X_{i}}가 하우스도르프 완비 균등 공간이라면, 사영 극한 역시 하우스도르프 완비 균등 공간이다. 그러나 이 경우에 모든 {\displaystyle X_{i}}가 공집합이 아니더라도 사영 극한이 공집합일 수 있다.

## 참고 문헌
- Bergman, George M. (2015). 《An invitation to general algebra and universal constructions》. Universitext (영어) 2판. Cham: Springer. doi:10.1007/978-3-319-11478-1. ISBN 978-3-319-11477-4. LCCN 2014954583. MR 3309721. Zbl 1317.08001.
- Bourbaki, Nicolas (1989). 《General topology. Chapters 1–4》. Elements of Mathematics (Berlin) (영어) Reprint ofe 1966판. Berlin: Springer-Verlag. ISBN 3-540-19374-X. MR 0979294. Zbl 0683.54003.